# Bob & Gene
Bob & Gene é uma dupla de R&B americano. A dupla é composta por Bobby Nunn e Eugene Coplin Jr. Em 1967, em sua cidade natal de Buffalo, Nova Iorque, os dois adolescentes começaram a escrever e gravar músicas originais que foram lançados inicialmente na gravadora MoDo Records.

## MoDo Records
No final dos anos 1960, o pai de Bobby, William Nunn, começou a MoDo Records como uma forma de ganhar dinheiro extra e dar aos jovens da vizinhança uma saída para aprender o negócio da música. Modo de gravação do estúdio foi localizado no porão da casa de Nunn em Orange Street, em Buffalo, Nova Iorque. Bob e Gene passaram a maior parte do tempo livre naquele porão escrevendo e gravando músicas. Como Bobby diz, "Nós vemos bandas locais que tinham uma missão... para tocar músicas covers nos bares locais. Nós pensamos que seria muito mais legal fazer música original e ter nossas próprias músicas no rádio.". Se eles covers músicas, eles fizeram seu próprio caminho, muitas vezes alterá-los totalmente. Durante este tempo eles também gravaram material suficiente para um álbum. Pelo início da década de 1970 a MoDo Records tinha falindo, foi assim que o álbum nunca foi lançado.

## Daptone Records
No início dos anos 1970, Bob e Gene foram em seus caminhos separados e em direções muito diferentes. Gene entrou na igreja e outros empreendimentos comunitários em Buffalo. Bobby trabalhou com Rick James antes de se mudar para Los Angeles, onde continuou com sua carreira musical com um pouco de sucesso. Em 2001, em Nova Iorque, o historiador de música soul David Griffiths se deparou com alguns raros Bob & Gene 45s. O rótulo fez referência ao um próximo álbum intitulado de If This World Were Mine. Depois de algumas pesquisas intensas e muitos telefonemas para William Nunn Sr, Griffiths levou as fitas do álbum não lançado para a Daptone Records. O álbum foi lançado em 2007[carece de fontes?]. Canções de Bob & Gene já foram apresentados em filmes como Why Did I Get Married Too?, Our Family Wedding, e Different from Whom?. Em 2011, Bob & Gene foram introduzidos no Hall da fama de Buffalo Music.

## Possível reunião
Inspirado pela vida e entristecido com a morte da lenda Sharon Jones
, Bob e Gene tiveram discussões uns com os outros e com Daptone sobre a reunião para alguns shows no futuro próximo. 50 anos mais tarde, sua história poderia continuar.